# Dworiczna
Dworiczna (ukr. Дворічна) – osiedle typu miejskiego w obwodzie charkowskim na Ukrainie, siedziba władz rejonu dworiczniańskiego.

## Historia
Miejscowość powstała w 1660.
W 1931 roku zaczęto wydawać miejscową gazetę. Wskutek wielkiego głodu lat 1932–1933 zginęło 183 mieszkańców wsi.
Osiedle typu miejskiego od 1960.
W 1989 liczyła 4807 mieszkańców.
W 2013 liczyła 3812 mieszkańców.
W 2022 miejscowość przejściowo znalazła się pod rosyjską okupacją. W 2023 padła ofiarą ataku rakietowego.